# Pour l'Ukraine unie !
 (janvier 2023).
Si vous disposez d'ouvrages ou d'articles de référence ou si vous connaissez des sites web de qualité traitant du thème abordé ici, merci de compléter l'article en donnant les références utiles à sa vérifiabilité et en les liant à la section « Notes et références ».
La coalition électorale Pour l'Ukraine unie ! (en ukrainien : « За Єдину Україну! ») a obtenu 12 % des voix lors des élections de la Verkhovna Rada (parlement) d'Ukraine, le 31 mars 2002.
Le dirigeant politique qui était en tête de la liste à la proportionnelle est Volodymyr Lytvyn, devenu président de la Verkhovna Rada en mai 2002.
Depuis, ce groupe parlementaire s'est fractionné et il n'a plus que 20 députés en août 2005.

## Personnalités liées
- Oleksandra Koujel, députée.